# میه‌چیسواف کالنیک
میه‌چیسواف کالِـنیک (لهستانی: Mieczysław Kalenik؛ ‏ تلفظ لهستانی: [mʲɛtʂɨˈswaf]؛ ‏ ۱ ژانویهٔ ۱۹۳۳ – ۱۶ ژوئن ۲۰۱۷) بازیگر اهل لهستان بود.
از فیلم‌ها یا برنامه‌های تلویزیونی که وی در آن نقش داشته‌است، می‌توان به سرنوشت‌های لهستانی، نخستین روز آزادی، شوالیه‌های تتونیک، کنتس کوزل، چهل‌ساله، پان تادئوش و قماری بالاتر از زندگی اشاره کرد.